# Supergruppo di minerali
Un supergruppo di minerali è una suddivisione di quarto livello della classificazione di minerali; esso può comprendere due o più gruppi che hanno essenzialmente la stessa struttura e sono composti da elementi chimicamente simili ma, raramente, un supergruppo può anche contenere gruppi che appartengono a classi diverse. Inoltre, un supergruppo può anche contenere specie minerali isolate che non appartengono a nessun gruppo minerale.
Per quanto riguarda il nome di un supergruppo è stata definita la seguente linea guida:
()
Un supergruppo comprende solitamente gruppi di minerali appartenenti alla stessa classe di minerali ma esistono eccezioni come il supergruppo dell'alunite. Vi sono dei casi in cui un gruppo comprende delle specie mineralogiche singole come per esempio la vanadinite che è l'unico vanadato appartenente al supergruppo dell'apatite.
I supergruppi di minerali possono comprendere una lista di minerali, così come contenere gruppi di minerali approvati dall'Associazione Mineralogica Internazionale (IMA) oppure gruppi di minerali non approvati dall'IMA.

## Lista dei supergruppi di minerali
| Nome del supergruppo              | Suddivisione in gruppi o minerali | fonti  |
| --------------------------------- | --- | ------ |
| Supergruppo dell'alluaudite       | Gruppo dell'alluaudite · Gruppo della bobfergusonite · Gruppo della manitobaite · Gruppo della wyllieite | [ 2 ]  |
| Supergruppo dell'ancylite         | Gruppo dell'ancylite · Gruppo della kozoite | [ 3 ]  |
| Supergruppo dell'anfibolo         | Lo stesso argomento in dettaglio: Supergruppo dell'anfibolo . | [ 4 ]  |
| Supergruppo dell'apatite          | Gruppo dell'apatite · Gruppo della belovite · Gruppo della britholite · Gruppo dell'ellestadite · Gruppo dell'hedyphane | [ 5 ]  |
| Supergruppo dell'arctite          | Gruppo dell'arctite · Gruppo della zadovite | [ 6 ]  |
| Supergruppo dell'astrofillite     | Gruppo dell'astrofillite · Gruppo della devitoite · Gruppo della kupletskite | [ 7 ]  |
| Supergruppo della betpakdalite    | Gruppo della betpakdalite · Gruppo della mendozavilite · Gruppo della obradovicite | [ 8 ]  |
| Supergruppo della brackebuschite  | aldomarinoite · arsenbrackebuschite · arsentsumebite · bearthite · brackebuschite · bushmakinite · calderónite · canosioite · feinglosite · ferribushmakinite · gamagarite · goedkenite · grandaite · lombardoite · tokyoite · tsumebite                   | [ 9 ]  |
| Supergruppo della cerite          | Gruppo della cerite · Gruppo della merrillite | [ 10 ] |
| Supergruppo della columbite       | Gruppo della columbite · Gruppo dell'ixiolite · Gruppo della samarskite · Gruppo della wodginite · Gruppo della wolframite | [ 11 ] |
| Supergruppo della dumortierite    | Gruppo della dumortierite · Gruppo dell'holtite · Gruppo della szklaryite | [ 12 ] |
| Supergruppo dell'epidoto          | Gruppo dell'allanite · Gruppo dell'åskagenite · Gruppo della dollaseite · Gruppo dell'epidoto | [ 13 ] |
| Supergruppo della farmacosiderite | Gruppo della farmacoalumite · Gruppo della farmacosiderite · Gruppo dell'ivanyukite | [ 14 ] |
| Supergruppo della gadolinite      | Gruppo della gadolinite · Gruppo della herderite | [ 15 ] |
| Supergruppo della gatelite        | Gruppo dell'alnaperbøeite · Gruppo della gatelite · Gruppo della västmanlandite | [ 16 ] |
| Supergruppo del granato           | Gruppo della berzeliite · Gruppo della bitikleite · Gruppo del granato · Gruppo dell'henritermierite · Gruppo della schorlomite | [ 17 ] |
| Supergruppo dell'högbomite        | Gruppo dell'högbomite · Gruppo della nigerite · Gruppo della taaffeite | [ 18 ] |
| Supergruppo dell'hollandite       | Gruppo della coronadite · Gruppo della priderite | [ 19 ] |
| Supergruppo dell'idrotalcite      | Gruppo della cualstibite · Gruppo della fougèrite · Gruppo dell'idrocalumite · Gruppo dell'idrotalcite · Gruppo della glaucocerinite · Gruppo della quintinite · Gruppo della wermlandite · Gruppo della woodwardite                                       | [ 20 ] |
| Supergruppo della kröhnkite       | Gruppo della brandtite · Gruppo della collinsite · Gruppo della fairfieldite | [ 21 ] |
| Supergruppo della labuntsovite    | Gruppo della gutkovaite · Gruppo della kuzmenkoite · Gruppo della labuntsovite · Gruppo della lemmleinite · Gruppo della nenadkevichite · Gruppo dell'organovaite · Gruppo della paralabuntsovite · Gruppo della paratsepinite · Gruppo della vuoriyarvite | [ 22 ] |
| Supergruppo della laueite         | Gruppo della laueite · Gruppo della maghrebite | [ 23 ] |
| Supergruppo della lindackerite    | Gruppo della lindackerite · Gruppo dell'ondrušite | [ 24 ] |
| Supergruppo della marokite        | chenmingite · ellinaite · harmunite · marokite · tschaunerite · wernerkrauseite · xieite | [ 25 ] |
| Supergruppo della mayenite        | clorkyuygenite · clormayenite · fluorkyuygenite · fluormayenite | [ 26 ] |
| Supergruppo della monazite        | cheralite · Gruppo della gasparite · Gruppo della monazite | [ 27 ] |
| Supergruppo della nolanite        | Gruppo della kamiokite · Gruppo della nolanite · Gruppo della rinmanite | [ 28 ] |
| Supergruppo della nordite         | meieranite · Gruppo della nordite | [ 29 ] |
| Supergruppo della palmierite      | Gruppo della palmierite · Gruppo della tuite | [ 30 ] |
| Supergruppo della pentlandite     | Gruppo della kuvaevite · Gruppo della pentlandite | [ 31 ] |
| Supergruppo della perovskite      | Gruppo delle perovskiti non stechiometriche · Gruppo delle perovskiti stechiometriche | [ 32 ] |
| Supergruppo della saffirina       | Gruppo dell'enigmatite · Gruppo della rhönite · Gruppo della saffirina | [ 33 ] |
| Supergruppo della seidozerite     | Gruppo della bafertisite · Gruppo della lamprofillite · Gruppo della murmanite · Gruppo della rinkite | [ 34 ] |
| Supergruppo dello spinello        | Gruppo degli ossispinelli · Gruppo dei seleniospinelli · Gruppo dei tiospinelli | [ 35 ] |
| Supergruppo della tobermorite     | clinotobermorite · paratobermorite · plombièrite · riversideite · Gruppo della tobermorite | [ 36 ] |